# Prešov
Prešov (slovaška izgovorjava: [ˈpreʂɔw] (), madžarsko Eperjes, rusinsko in ukrajinsko Пряшів) je mesto v vzhodni Slovaški. Je sedež upravne regije Prešov (slovaško Prešovski okraj) in Šariša ter zgodovinske županije Sáros Kraljevine Ogrske. S približno 90.000 prebivalci v mejah mesta in 110.000 z okolico (v metropolitanskem območju) je tretje največje mesto na Slovaškem. Spada v aglomeracijo Košice-Prešov in je naravno kulturno, gospodarsko, prometno in upravno središče regije Šariš. Ime je dobilo po hribovju Eperjes-Tokaj, ki je veljalo za geografsko celoto na prvem zemljevidu Ogrske iz leta 1528. V Prešovu je veliko turističnih znamenitosti, kot so gradovi (npr. grad Šariš), bazeni in staro mestno jedro.

## Etimologija
Prva pisna omemba je iz leta 1247 (Theutonici de Epuryes). Več avtorjev je ime izpeljalo iz madžarščine: eper (jagoda). Teorija je bila postavljena pod vprašaj v 1940-ih in novejša slovaška dela predlagajo izpeljavo iz slovanskega osebnega imena Preš/Prešä in njegovo kasnejšo fonetično prilagoditev (uvedba e pred začetno soglasniško skupino in odstranitev pripone, prvotna oblika je nato prenehala obstajati). Jagode[a], upodobljene na grbu Prešova, niso nujno odločilne, latinsko ime Fragopolis (mesto jagod) je le sodoben prevod.
Druga alternativna imena mesta so nemško: Preschau ali Eperies, madžarsko Eperjes, poljsko Preszów, romsko Peryeshis, rusko Пряшев (Pryashev) ter rusinsko in ukrajinsko Prяшів (Priashiv).
Ljudje iz Prešova so tradicionalno znani kot koňare, kar pomeni »oskrbniki konj«.

## Značilnosti
Staro mestno jedro je predstavitev baročne, rokokojske in gotske arhitekture. Zgodovinsko središče je obdano s stavbami, zgrajenimi v teh slogih. V predmestjih pa je sovjetski vpliv jasno viden v masivnih betonskih panelnih zgradbah (paneláky) stanovanjskih naselij (sídliska) in četrti Sekčov. Več arhitekture v sovjetskem slogu je opaziti v vladnih stavbah blizu mestnega središča.
Pomembne industrije v mestu vključujejo strojna in elektrotehnična podjetja ter oblačilno industrijo. V mestu deluje tudi Solivary, edino podjetje za pridobivanje in predelavo soli na Slovaškem. Mesto je sedež grškokatoliške metropolije in primasa avtokefalne pravoslavne cerkve Češke in Slovaške.
V novi stavbi gledališča Jonáša Záborskega (Divadlo Jonáša Záborského) in v starejših prostorih gledališča se izvajajo številni koncerti, opere, operete in odrske igre.
Mesto in regija sta se potegovala za Evropsko prestolnico kulture 2013. Izbrano je bilo bližnje mesto Košice.

## Topografija
Prešov leži v vzhodnem delu Slovaške ob sotočju rek Torysa in Sekčov v Košiški kotlini. Z vzhoda ga obkrožajo Slanské vrchy in z zahoda Šarišská vrchovina. V mestu se križajo ceste I / 18 (Poprad - Michalovce), I / 68 (smer Stará Ľubovňa), I / 20 (smer Košice) in gradi se jugozahodni priključek avtoceste D1 (Poprad - Košice). Železniška proga Košice - Muszyna vodi skozi Prešov, na katerega se povezujeta progi za Humenné in Bardejov. Košice ležijo 36 km južno, Poprad 75 km zahodno, Bardejov 41 km severno in Vranov nad Topľou 46 km vzhodno.

## Zgodovina
Naselitve na območju okoli Prešova segajo v obdobje paleolitika. Najstarejše odkrito orodje in kosti mamuta so stari 28.000 let. Kontinuirana poselitev sega v 8. stoletje.
Po mongolski invaziji leta 1241 je ogrski kralj Béla IV. povabil nemške koloniste, da zapolnijo vrzeli v populaciji. Prešov je postal nemško govoreča naselbina, povezana z območji Zipser Nemcev in Karpatov, Ludvik Veliki pa ga je leta 1347 povzdignil v status svobodnega kraljevega mesta.
Leta 1412 je Prešov pomagal ustvariti Pentapolitano, ligo petih mest, trgovsko skupino. Prvi zapis o šoli je iz leta 1429. Po propadu starega kraljestva Ogrske po osmanski invaziji leta 1526 je Prešov postal obmejno mesto in je večkrat zamenjal lastnika med dvema običajno rivalskima domenama, habsburško kraljevo Ogrsko in madžarskimi državami, ki so jih običajno podpirali Osmani: Vzhodno Ogrsko kraljestvo, Kneževina Transilvanija in Kneževina Zgornja Ogrska.
Kljub temu je Prešov doživel gospodarski razcvet zaradi trgovine s poljsko-litovsko skupnostjo. V 16. stoletju so prinesli vinsko trto iz bližnje vinorodne pokrajine Tokaj in so bili dom nemško-ogrski, poljski in grški trgovci z vinom. Nekatere od prvih knjig o vinu Tokaj so bile napisane v nemščini v Prešovu.
Leta 1572 se je začelo rudarjenje soli v Solivarju (takrat bližnjem mestu, danes del Prešova).
Leta 1573 je v Prešovu umrl Antun Vrančić, hrvaški prelat, pisatelj, diplomat in nadškof v Esztergomu.
Prešov je bil pomemben v protestantski reformaciji. Bilo je na frontni črti v vstaji Bocskai 1604–1606, ko se je poveljnik cesarske vojske Giorgio Basta umaknil v mesto, potem ko mu ni uspelo zavzeti Košic protestantskim upornikom.
Leta 1647 so ga Habsburžani določili za glavno mesto okraja Sáros. Konec januarja 1657 je transilvanski princ George II. Rákóczi, protestant, vdrl na Poljsko s približno 25.000 vojsko, ki je prečkala Karpate na cesti od Prešova do Krosna.
Wolfgang Schustel, luteranski reformator v času reformacije, ki je zavzel brezkompromisno stališče do javne pobožnosti, je deloval v Prešovu in drugih mestih. Leta 1667 so luterani v mestu ustanovili pomembno evangeličansko-luteransko šolo Eperjes.
Imre Thököly, protestantski ogrski upornik in osmanski zaveznik je študiral na tukajšnji protestantski fakulteti. Leta 1685 so ga tu premagali Habsburžani v bitki pri Eperjesu. Leta 1687 je bilo sodišče, ki ga je ustanovil avstrijski general Antonio Caraffa, usmrčenih štiriindvajset uglednih državljanov in plemičev, ker so podpirali upor Imreja Thökölyja:
»Mesto je še posebej trpelo med verskimi spopadi v 17. stoletju, ko je bilo sloves protestantskega protihabsburškega čustva. Leta 1687 je general Carafa, odposlanec avstrijskega cesarja, zaprl skupino lokalnih plemičev, osumljenih upora v nekdanje skladišče vina ob trgu, ki je zdaj znan kot Caraffin zapor. Kasneje in zloglasno je dal 24 od njih mučiti, usmrtiti in njihove glave postaviti na konice po mestu, po tem, čemur bi zdaj rekli nakazno sojenje.«
V začetku 18. stoletja so prebivalstvo zdesetkali kuga in požari ter se zmanjšali na vsega 2000 prebivalcev. Do druge polovice stoletja pa si je mesto opomoglo; izboljšala sta se obrt in trgovina, gradile so se nove tovarne. Leta 1752 je bil rudnik soli v Solivarju poplavljen. Od takrat se sol iz slanice pridobiva s prekuhavanjem.
Angleški pisatelj John Paget je obiskal Prešov in ga leta 1839 opisuje v svoji knjigi Madžarska in Transilvanija. Leta 1870 je bila zgrajena prva železniška proga, ki je mesto povezovala s Košicami. Konec 19. stoletja je mesto uvedlo elektriko, telefon, telegraf in kanalizacijo. Leta 1887 je požar uničil velik del mesta.
Leta 1918 so češkoslovaške čete začele okupacijo vzhodne Slovaške skupaj s Prešovim. 16. junija 1919 so madžarske čete vstopile v mesto in tukaj je bila ob podpori Madžarske sovjetske republike razglašena zelo kratka Slovaška sovjetska republika. Kratkotrajna republika je propadla 7. julija 1919 in češkoslovaške čete so ponovno vstopile v Prešov. Leta 1920, po Trianonski pogodbi, je Prešov dokončno postal del novonastale Češkoslovaške. Med drugo svetovno vojno je bližnje mesto Košice ponovno postalo del Kraljevine Madžarske zaradi prve dunajske nagrade. Posledično so se številne ustanove preselile iz Košic v Prešov, kar je povečalo pomen mesta. Leta 1944 je bilo v Prešovu ustanovljeno poklicno slovaško gledališče. Mesto je prizorišče holokavsta:
»Leta 1940, na predvečer holokavsta, je bilo v Prešovu pet sinagog in več kot vsak šesti mestni prebivalec – 4308 ljudi – je bil Judov. Tri sinagoge še vedno stojijo, a judovska skupnost zdaj šteje manj kot 60. Zunaj edine delujoče sinagoge, na Švermovi tik ob glavnem trgu, je spomenik 6400 Judom iz Prešova in okolice, ki so umrli v holokavstu. Široka pot vodi do spomenika v obliki nagrobnika, obdanega z rešetkami, podobnimi zaporu , naj bi predstavljala judovsko predvojno prebivalstvo; ozka pot, ki vodi od nje do sinagoge, tiste, ki so preživeli.«
Približno dva tisoč Judov je bilo maja 1942 deportiranih iz Prešova v geto Dęblin–Irena. Le nekaj deset jih je preživelo.
19. januarja 1945 so Prešov zavzele sovjetske enote 1. gardijske armade. Po letu 1948, v času komunizma na Češkoslovaškem, je Prešov postal industrijsko središče. Zaradi druge svetovne vojne je Prešov izgubil večino svojega judovskega prebivalstva. Kljub temu se je število prebivalcev mesta hitro povečalo z 28.000 leta 1950 na 52.000 leta 1970 in 89.000 leta 1990.

## Pregled pomembnih zgodovinskih dogodkov
- 4. – 5. stoletje – prihod Slovanov na ozemlje Prešova
- 1247 – prva pisna omemba Prešova
- 1299 – madžarski kralj Andrej III. je podelil mestne pravice
- 1412 (80. leta 15. stoletja) – Prešov pripada Pentapolitani (skupnost 5 kraljevih mest - Prešov, Košice, Bardejov, Levoča, Sabinov)
- 1429 – prva omemba mestne šole v Prešovu
- 1453 – prvi grb Prešova
- 1455 – podelitev pravice mestu Prešov do organizacije letnega tridnevnega sejma s strani kralja Ladislava Posmrtnega
- 1502 – 1505 – začetek gradnje Sostolnice sv. Nikolaja
- 1647 – posvečenje Evangeličanske cerkve Augsburške veroizpovedi Cerkve Svete Trojice
- 1667 – Kolidž v Prešovu, Evangeličansko izobraževalno središče Zgornje Madžarske, narodni kulturni spomenik
- 1687 – Caraffova klavnica (Izvršno sodišče v Prešovu ), 24 usmrčenih meščanov
- 1703 – začetek najmočnejšega protihabsburškega upora pod vodstvom Franca II. Rákocima
- Konec 18. stoletja – prihod prvih Judov v Prešov
- 1816 – Prešov postane sedež samostojne grkokatoliške škofije
- 1848 – gradnja 1. judovske sinagoge
- 1886, 1887 – veliki uničujoči požari prizadenejo Prešov
- 1. november 1918 – popoldne so na mestnem trgu usmrtili 41 vojakov in 2 civilista. Ta dogodek je znan tudi kot Prešovska vstaja (Prešovská vzbura).
- 16. junij 1919 – z balkona mestne hiše je bila razglašena Slovenská sovjetska republika (SSR)
- 1923 – 1924 – gradnja secesijske stavbe banke Bosáková
- 20. december 1944 - na bombardiranje mesta spominja majhen spomenik na Konštantínovi ulici
- 19. januar 1945 – osvoboditev Prešova s strani Rdeče armade, konec druge svetovne vojne spominja na Spomenik osvoboditeljem
- 1950 – središče postane mestni spomeniški rezervat
- 1972 – Solivar postane državni kulturni spomenik
- 2. julij 1995 – papež Janez Pavel II. je obiskal Prešov
- 2021 – Papež Frančišek je obiskal Prešov

### Najvišji predstavniki mesta
S podelitvijo mestnih privilegijev leta 1299 so Prešovčani pridobili pravico voliti svojega advocatusa. Tak advocatus je poosebljal najvišjo izvršilno in sodno oblast v mestu. Izvoljen je bil med cenjenimi meščani, običajno za eno leto. Prvi advocatus v mestu Prešov, čigar ime se je ohranilo, je bil Hanus z imenom Ogh, ki se v zgodovinskih virih omenja že leta 1314. Vendar pa zgodovinarji niso mogli dokončati celotnega seznama vseh advocatusov Prešova vse do iz leta 1497. Prvič je ženska postala najvišji predstavnik Prešova leta 2014, ko je to postala Andrea Turčanová zmagovalec volitev. Na volitvah leta 2018 je okrepila svoj položaj in zmagala na volitvah za župana Prešova.

## Geografija
Prešov leži na nadmorski višini 250 m in pokriva površino 70,4 km². Je na severovzhodnem Slovaškem, na severnem delu Košiške kotline, ob sotočju reke Torysa s pritokom Sekčov. Bližnje gore so Slanské vrchy (jugovzhod), Šarišská vrchovina (jugozahod), Bachureň (zahod) in Čergov (sever). Sosednje mesto Košice je 34 km južno. Prešov je približno 50 km južno od poljske meje, 60 km severno od madžarske meje in je približno 410 km severovzhodno od Bratislave (po cesti).
Prešov ima toplo vlažno celinsko podnebje, ki meji na oceansko podnebje. Prešov ima štiri različne letne čase in zanj je značilna velika razlika med nekoliko toplimi poletji in rahlo mrzlimi, sneženimi zimami.

### Demografija
Predloga:SK

## Znamenitosti
Mesto ima zgodovinsko pomembno staro mestno jedro. Pomemben arhitekturni spomenik je cerkev sv. Nikolaja, poznogotska dvoranska cerkev. Graditi so jo začeli sredi 13. stoletja, vendar je bila dokončana šele leta 1515. Prva evangeličanska cerkev je bila zgrajena leta 1647, evangeličanski kolegij 1666-1668, obe v renesančnem slogu.
Mesto včasih imenujejo Atene na Torysi zaradi številnih zgodovinskih spomenikov in velikega pomena za kulturo in izobraževanje.
- Sinagoga Neolog, zgrajena leta 1887
- Pravoslavna sinagoga zgrajena 1897/98
- Klausova sinagoga, zgrajena 1934/35

Skozi Prešov poteka pohodniška pot E8 Eisenach–Budimpešta:del Prešov – Miháľov – Kurimka – Dukla – Iwonicz-Zdrój – Rymanów-Zdrój – Puławy – Tokarnia (778 m) – Kamień (717 m) – Komańcza – Cisna – Ustrzyki Górne – Tarnica – Wołosate
in Pot junakov slovaškega narodnega upora.

## Pobratena mesta
Prešov je pobraten z:
- Brugherio, Italija
- Gabrovo, Bolgarija
- Keratsini, Grčija
- La Courneuve, Francija
- Mukačevo, Ukrajina
- Nowy Sącz, Poljska
- Nyíregyháza, Madžarska
- Pittsburgh, ZDA
- Praga, Češka
- Remscheid, Nemčija
- Rishon LeZion, Izrael